# Laterale approssimante alveolare
La laterale alveolare è una consonante, rappresentata con il simbolo [l] nell'alfabeto fonetico internazionale (IPA).
Nell'ortografia dell'italiano tale fono è rappresentato dalla lettera L.

## Caratteristiche
La consonante laterale alveolare sonora presenta le seguenti caratteristiche:
- il suo modo di articolazione è laterale, perché questo fono è dovuto all'occlusione della parte centrale del canale orale (la bocca), che costringe l'aria a passare dai lati;
- il suo luogo di articolazione è alveolare, perché nel pronunciare tale suono la punta della lingua si accosta agli alveoli dei denti incisivi superiori;
- è una consonante sonora, in quanto questo suono è prodotto con la vibrazione delle corde vocali.

Nella fonologia generativa tale fonema è formato dalla sequenza dei tratti: +coronale, +anteriore, +consonantico, +sonorante, +sonoro.

## In italiano
In italiano un esempio di questo suono si trova nella parola "letto" [ˈlɛtːo].

## Altre lingue

### Francese
In lingua francese tale fono è reso con la grafia ⟨l⟩:
- lit "letto" [li]
- louer "affittare" [lwe]

### Spagnolo
In lingua spagnola tale fono è reso con la grafia ⟨l⟩:
- luna "luna" [ˈluna]
- hablar "parlare" [aˈβlar]

### Inglese
In lingua inglese tale fono è reso con la grafia ⟨l⟩ seguita da vocale:
- light "luce" [laɪ̯t]
- let "lasciare" [lɛt]

### Tedesco
In lingua tedesca tale fono è reso con la grafia ⟨l⟩:
- Lampe "lampada" [ˈlampə]

### Svedese
In lingua svedese tale fono è reso con la grafia ⟨ll⟩:
- allt "tutto" [alːt]

### Polacco
In lingua polacca tale fono è reso con la grafia ⟨l⟩: 
- lot [lɔt]

### Greco
In lingua greca tale fono è reso ⟨λ⟩ nell'alfabeto greco:
- λίαν (traslitterato lían) "tantissimo, moltissimo" [ˈliɐn]

### Arabo
In lingua araba tale fono è reso per mezzo della lettera ⟨ل⟩:
- صلاة "preghiera" [ˈsˀɑlæː(t)]

| Controllo di autorità | LCCN (EN) sh2002002077 · J9U (EN, HE) 987007532599705171 |